# Hylocryptus rectirostris
A Hylocryptus rectirostris a madarak (Aves) osztályának verébalakúak (Passeriformes) rendjébe és a fazekasmadár-félék (Furnariidae) családjába tartozó faj.

## Rendszerezése
A fajt Maximilian zu Wied-Neuwied német herceg, felfedező és természettudós írta le 1903-ban, az Opetiorynchus nembe Opetiorynchus rectirostris néven.

## Előfordulása
Brazília és Paraguay területén honos.  Természetes élőhelyei a szubtrópusi és trópusi síkvidéki erdők és száraz erdők. Állandó, nem vonuló faj.

## Megjelenése
Testhossza 21 centiméter, testtömege 44-51 gramm.
|  |

## Természetvédelmi helyzete
Az elterjedési területe rendkívül nagy, egyedszáma ugyan csökken, de még nem éri el a kritikus szintet. A Természetvédelmi Világszövetség Vörös listáján nem fenyegetett fajként szerepel.